# Lekkoatletyka na Igrzyskach Ameryki Środkowej i Karaibów 2018
Zawody w lekkoatletyce na Igrzyskach Ameryki Środkowej i Karaibów 2018 zostały rozegrane w dniach 19 lipca-3 sierpnia 2018 roku.

## Rezultaty

### Mężczyźni
| Konkurencja                   | 1. miejsce                                                                | Wynik    | 2. miejsce                                                                                 | Wynik    | 3. miejsce                                                                  | Wynik    |
| ----------------------------- | ------------------------------------------------------------------------- | -------- | ------------------------------------------------------------------------------------------ | -------- | --------------------------------------------------------------------------- | -------- |
| Bieg na 100 m                 | Nesta Carter                                                              | 10,07    | Jason Rogers                                                                               | 10,15    | Cejhae Greene                                                               | 10,16    |
| Bieg na 200 m                 | Bernardo Baloyes                                                          | 20,13    | Alonso Edward                                                                              | 20,17    | Kyle Greaux                                                                 | 20,26    |
| Bieg na 400 m                 | Luguelín Santos                                                           | 44,59    | Yoandys Lescay                                                                             | 45,38    | Nery Brenes                                                                 | 45,61    |
| Bieg na 800 m                 | Jesús Tonatiú López                                                       | 1:45,2   | Ryan Sánchez                                                                               | 1:46,3   | Wesley Vázquez                                                              | 1:46,6   |
| Bieg na 1500 m                | Fernando Martínez                                                         | 3:56,57  | José Eduardo Rodríguez                                                                     | 3:56,70  | Carlos San Martín                                                           | 3:56,78  |
| Bieg na 5000 m                | José Mauricio González                                                    | 13:53,40 | Mario Pacay                                                                                | 13:56,30 | Víctor Montañez                                                             | 14:05,87 |
| Bieg na 10 000 m              | Juan Luis Barrios                                                         | 30:07,49 | Mario Pacay                                                                                | 30:09,79 | Iván Darío González                                                         | 30:15,23 |
| Maraton                       | Jeison Suárez                                                             | 2:29:54  | Daniel Vargas                                                                              | 2:30:30  | Williams Julajuj                                                            | 2:31:42  |
| Bieg na 3000 m z przeszkodami | Gerard Giraldo                                                            | 8:44,51  | Ricardo Estremera                                                                          | 8:46,24  | Andrés Camilo Camargo                                                       | 8:50,66  |
| Bieg na 110 m przez płotki    | Shane Brathwaite                                                          | 13,38    | Ruebin Walters                                                                             | 13,57    | Roger Iribarne                                                              | 13,58    |
| Bieg na 400 m przez płotki    | Kyron McMaster                                                            | 47,60    | Annsert Whyte                                                                              | 48,50    | Juander Santos                                                              | 48,77    |
| Sztafeta 4 × 100 m            | Barbados Shane Brathwaite · Mario Burke · Burkheart Ellis · Jaquone Hoyte | 38,41    | Dominikana Christopher Valdez · Yohandris Andújar · Stanly del Carmen · Yancarlos Martínez | 38,71    | Jamajka Nesta Carter · Romario Williams · Rasheed Dwyer · Javoy Tucker      | 38,79    |
| Sztafeta 4 × 400 m            | Kuba Leandro Zamora · Adrián Chacón · Raydel Rojas · Yoandys Lescay       | 3:03,87  | Dominikana Luguelín Santos · Juander Santos · Andito Charles · Leonel Bonón                | 3:03,92  | Kolumbia Diego Palomeque · Rafith Rodríguez · Yilmar Herrera · Jhon Perlaza | 3:04,35  |
| Chód na 20 km                 | Éider Arévalo                                                             | 1:26:42  | Erick Barrondo                                                                             | 1:27:17  | Andrés Olivas                                                               | 1:28:12  |
| Chód na 50 km                 | José Leyver Ojeda                                                         | 4:02:45  | Jorge Armando Ruiz                                                                         | 4:05:28  | José Leonardo Montaña                                                       | 4:08:10  |
| Skok wzwyż                    | Donald Thomas                                                             | 2,28     | Eure Yáñez                                                                                 | 2,28     | Jermaine Francis                                                            | 2,28     |
| Skok o tyczce                 | Walter Viáfara Lázaro Borges                                              | 5,30     | N/A                                                                                        | N/A      | Eduardo Nápoles                                                             | 5,20     |
| Skok w dal                    | Ramone Bailey                                                             | 8,07     | Tyrone Smith                                                                               | 8,03     | Andwuelle Wright                                                            | 7,94     |
| Trójskok                      | Cristian Nápoles                                                          | 17,34    | Jordan Díaz                                                                                | 17,29    | Miguel van Assen                                                            | 16,96    |
| Pchnięcie kulą                | O’Dayne Richards                                                          | 21,02    | Ashinia Miller                                                                             | 20,19    | Eldred Henry                                                                | 20,18    |
| Rzut dyskiem                  | Mauricio Ortega                                                           | 66,30    | Jorge Fernández Hernández                                                                  | 65,27    | Traves Smikle                                                               | 64,68    |
| Rzut młotem                   | Diego del Real                                                            | 74,95    | Rainier Mejías                                                                             | 73,28    | Roberto Janet                                                               | 73,11    |
| Rzut oszczepem                | Keshorn Walcott                                                           | 84,47    | Anderson Peters                                                                            | 81,80    | David Carreón                                                               | 76,27    |
| Dziesięciobój                 | Leonel Suárez                                                             | 8026     | José Lemos                                                                                 | 7913     | Briander Rivero                                                             | 7858     |

Początkowo drugie miejsce w konkurencji chodu na 20 km wywalczył z czasem 1:26:59 reprezentant Kolumbii Manuel Soto, jednak jego rezultat anulowano z powodu udowodnienia u niego stosowania dopingu.

### Kobiety
| Konkurencja                   | 1. miejsce                                                                  | Wynik    | 2. miejsce                                                                          | Wynik    | 3. miejsce                                                                         | Wynik    |
| ----------------------------- | --------------------------------------------------------------------------- | -------- | ----------------------------------------------------------------------------------- | -------- | ---------------------------------------------------------------------------------- | -------- |
| Bieg na 100 m                 | Jonielle Smith                                                              | 11,04    | Khalifa St. Fort                                                                    | 11,15    | Andrea Purica                                                                      | 11,32    |
| Bieg na 200 m                 | Shashalee Forbes                                                            | 22,80    | Semoy Hackett                                                                       | 22,95    | Jodean Williams                                                                    | 22,96    |
| Bieg na 400 m                 | Tiffany James                                                               | 52,35    | Fiordaliza Cofil                                                                    | 52,72    | Derri-Ann Hill                                                                     | 53,30    |
| Bieg na 800 m                 | Rose Mary Almanza                                                           | 2:01,63  | Alena Brooks                                                                        | 2:02,26  | Sonia Gaskin                                                                       | 2:03,13  |
| Bieg na 1500 m                | Rose Mary Almanza                                                           | 4:22,14  | Angelín Figueroa                                                                    | 4:22,52  | Rosibel García                                                                     | 4:23,43  |
| Bieg na 5000 m                | Muriel Coneo                                                                | 16:13,47 | Beverly Ramos                                                                       | 16:14,04 | Brenda Flores                                                                      | 16:16,71 |
| Bieg na 10 000 m              | Úrsula Sánchez                                                              | 33:41,48 | Beverly Ramos                                                                       | 33:46,99 | Vianey de la Rosa                                                                  | 34:10,75 |
| Maraton                       | Madaí Pérez                                                                 | 2:57:55  | Dailín Belmonte                                                                     | 2:59:09  | Angie Orjuela                                                                      | 2:59:49  |
| Bieg na 3000 m z przeszkodami | Ana Cristina Narváez                                                        | 10:00,01 | Beverly Ramos                                                                       | 10:07,71 | Andrea Ferris                                                                      | 10:18,92 |
| Bieg na 100 m przez płotki    | Andrea Vargas                                                               | 12,90    | Vanessa Clerveaux                                                                   | 13,07    | Jeanine Williams                                                                   | 13,11    |
| Bieg na 400 m przez płotki    | Ronda Whyte                                                                 | 55,08    | Zudikey Rodríguez                                                                   | 55,11    | Zurian Hechavarría                                                                 | 55,13    |
| Sztafeta 4 × 100 m            | Jamajka Jura Levy · Sherone Simpson · Jonielle Smith · Natasha Morrison     | 43,41    | Trynidad i Tobago Khalifa St. Fort · Zakiyah Denoon · Reyare Thomas · Semoy Hackett | 43,61    | Dominikana Mariely Sánchez · Marileidy Paulino · Anabel Medina · Estrella de Aza   | 43,68    |
| Sztafeta 4 × 400 m            | Kuba Zurian Hechavarría · Rose Mary Almanza · Gilda Casanova · Roxana Gómez | 3:29,48  | Jamajka Derri-Ann Hill · Tiffany James · Sonikqua Walker · Junelle Bromfield        | 3:30,67  | Kolumbia Eliana Chávez · Rosangélica Escobar · Melissa Gonzalez · Jennifer Padilla | 3:32,61  |
| Skok wzwyż                    | Levern Spencer                                                              | 1,90     | Ximena Esquivel                                                                     | 1,86     | María Fernanda Murillo                                                             | 1,86     |
| Skok o tyczce                 | Yarisley Silva                                                              | 4,70     | Robeilys Peinado                                                                    | 4,50     | Lisa Salomón                                                                       | 4,10     |
| Skok w dal                    | Caterine Ibargüen                                                           | 6,83     | Chantel Malone                                                                      | 6,52     | Alysbeth Félix                                                                     | 6,45     |
| Trójskok                      | Caterine Ibargüen                                                           | 14,92    | Yosiri Urrutia                                                                      | 14,48    | Liadagmis Povea                                                                    | 14,44    |
| Pchnięcie kulą                | Cleopatra Borel                                                             | 18,14    | Yaniuvis López                                                                      | 18,03    | María Fernanda Orozco                                                              | 17,88    |
| Rzut dyskiem                  | Yaimé Pérez                                                                 | 66,00    | Denia Caballero                                                                     | 65,10    | Shaniece Love                                                                      | 58,40    |
| Rzut młotem                   | Rosa Rodríguez                                                              | 67,91    | Elianis Despaigne                                                                   | 64,40    | Yaritza Martínez                                                                   | 61,44    |
| Rzut oszczepem                | María Lucelly Murillo                                                       | 59,54    | Coraly Ortiz                                                                        | 56,27    | Yulenmis Aguilar                                                                   | 55,60    |
| Siedmiobój                    | Yorgelis Rodríguez                                                          | 6436     | Evelis Aguilar                                                                      | 6285     | Luisaris Toledo                                                                    | 5848     |

## Klasyfikacja medalowa
*   Gospodarz ( Kolumbia)
| Miejsce | Reprezentacja              | Złoto | Srebro | Brąz | Razem |
| ------- | -------------------------- | ----- | ------ | ---- | ----- |
| 1       | Kolumbia*                  | 11    | 4      | 9    | 24    |
| 2       | Kuba                       | 10    | 8      | 9    | 27    |
| 3       | Meksyk                     | 8     | 4      | 6    | 18    |
| 4       | Jamajka                    | 8     | 3      | 6    | 17    |
| 5       | Trynidad i Tobago          | 2     | 5      | 2    | 9     |
| 6       | Barbados                   | 2     | 0      | 1    | 3     |
| 7       | Dominikana                 | 1     | 3      | 2    | 6     |
| 8       | Wenezuela                  | 1     | 2      | 2    | 5     |
| 9       | Brytyjskie Wyspy Dziewicze | 1     | 1      | 1    | 3     |
| 10      | Kostaryka                  | 1     | 0      | 1    | 2     |
| 11      | Bahamy                     | 1     | 0      | 0    | 1     |
| 11      | Saint Lucia                | 1     | 0      | 0    | 1     |
| 13      | Portoryko                  | 0     | 7      | 2    | 9     |
| 14      | Gwatemala                  | 0     | 3      | 1    | 4     |
| 15      | Panama                     | 0     | 1      | 1    | 2     |
| 15      | Saint Kitts i Nevis        | 0     | 1      | 1    | 2     |
| 17      | Grenada                    | 0     | 1      | 0    | 1     |
| 17      | Haiti                      | 0     | 1      | 0    | 1     |
| 17      | Bermudy                    | 0     | 1      | 0    | 1     |
| 20      | Antigua i Barbuda          | 0     | 0      | 1    | 1     |
| 20      | Surinam                    | 0     | 0      | 1    | 1     |
| Razem   | Razem                      | 47    | 45     | 46   | 138   |